# Aubertin
Pour les articles homonymes, voir Aubertin.
Aubertin est une commune française, située dans le département des Pyrénées-Atlantiques en région Nouvelle-Aquitaine.

## Géographie

### Localisation
La commune d'Aubertin se trouve dans le département des Pyrénées-Atlantiques, en région Nouvelle-Aquitaine.
Elle se situe à 17 km par la route de Pau, préfecture du département, et à 15 km de Billère, bureau centralisateur du canton de Billère et Coteaux de Jurançon dont dépend la commune depuis 2015 pour les élections départementales.
La commune fait en outre partie du bassin de vie de Pau.
Les communes les plus proches sont : 
Lacommande (2,1 km), Saint-Faust (2,6 km), Laroin (4,8 km), Artiguelouve (4,9 km), Lasseube (5,9 km), Arbus (6,9 km), Cuqueron (7,4 km), Lons (7,5 km).
Sur le plan historique et culturel, Aubertin fait partie de la province du Béarn, qui fut également un État et qui présente une unité historique et culturelle à laquelle s’oppose une diversité frappante de paysages au relief tourmenté.

### Communes limitrophes
Les communes limitrophes sont  Arbus, Artiguelouve, Lacommande, Laroin, Lasseube, Monein et Saint-Faust.
| Monein     | Arbus    | Artiguelouve |
| Lacommande | Aubertin | Saint-Faust  |
| Monein     | Lasseube |              |

### Hydrographie

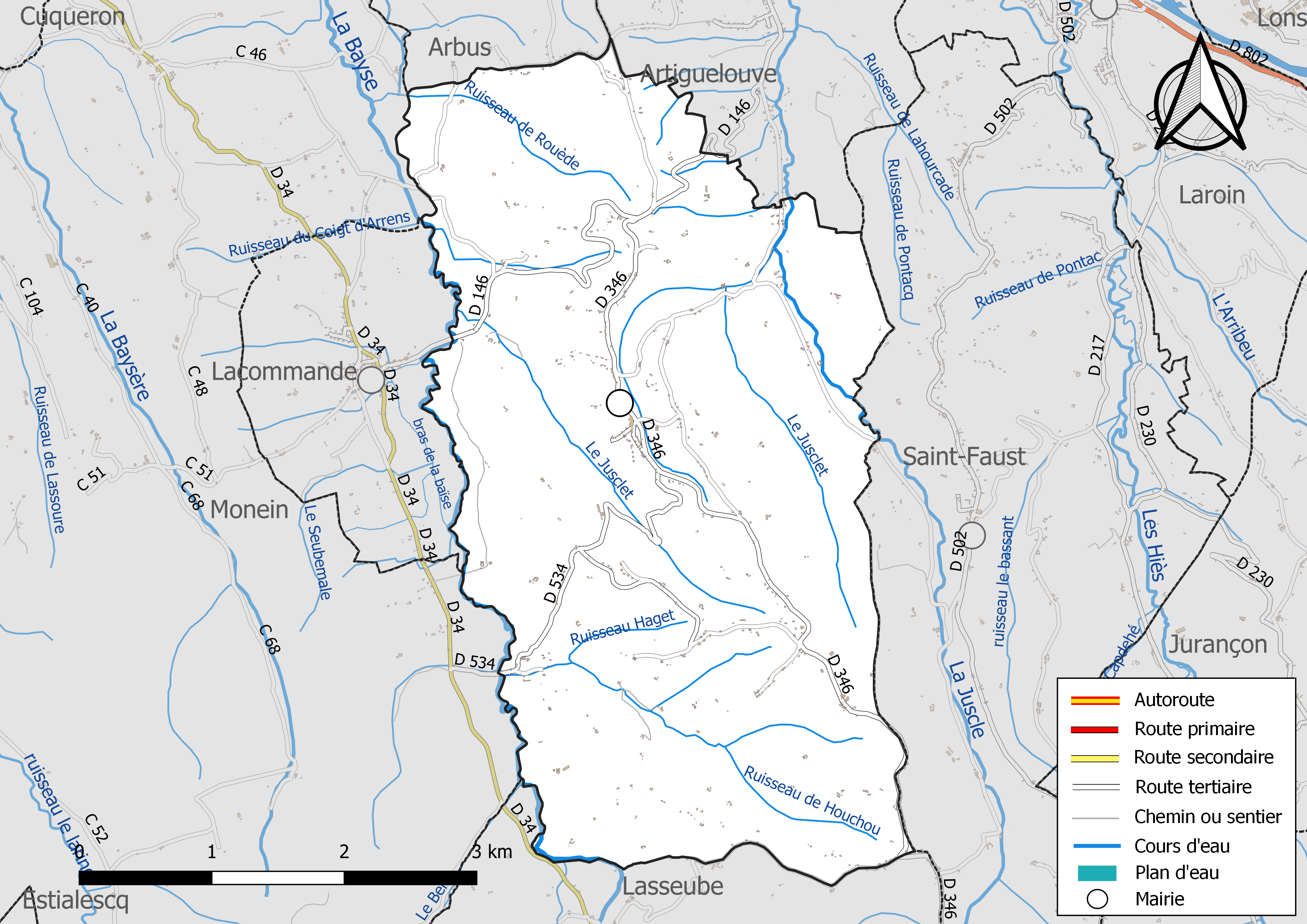
Réseaux hydrographique et routier d'Aubertin.

La commune est drainée par la Baïse de Lasseube, la Juscle, le Jusclet, le ruisseau de Cambet, le ruisseau de Houchou, le ruisseau de Lahourcade, le ruisseau de Rouède, le ruisseau Haget, et par divers petits cours d'eau, constituant un réseau hydrographique de 26 km de longueur totale,.
La Baïse de Lasseube, d'une longueur totale de 40,6 km, prend sa source dans la commune de Gan et s'écoule du sud-est vers le nord-ouest. Elle traverse la commune et se jette dans le gave de Pau à Abidos, après avoir traversé 14 communes.
La Juscle, d'une longueur totale de 22,3 km, prend sa source dans la commune de Saint-Faust et s'écoule du sud-est vers le nord-ouest. Elle traverse la commune et se jette dans le gave de Pau à Bésingrand, après avoir traversé 7 communes.

### Climat
Pour des articles plus généraux, voir Climat de la Nouvelle-Aquitaine et Climat des Pyrénées-Atlantiques.
Historiquement, la commune est exposée à un climat de montagne.  
En 2020, Météo-France publie une typologie des climats de la France métropolitaine dans laquelle la commune est toujours exposée à un climat de montagne et est dans la région climatique Pyrénées atlantiques, caractérisée par une pluviométrie élevée (>1 200 mm/an) en toutes saisons, des hivers très doux (7,5 °C en plaine) et des vents faibles.
Pour la période 1971-2000, la température annuelle moyenne est de 13,1 °C, avec une amplitude thermique annuelle de 14 °C. Le cumul annuel moyen de précipitations est de 1 186 mm, avec 11,6 jours de précipitations en janvier et 8,9 jours en juillet. Pour la période 1991-2020, la température moyenne annuelle observée sur la station météorologique la plus proche, située sur la commune de Monein à 9 km à vol d'oiseau, est de 14,2 °C et le cumul annuel moyen de précipitations est de 1 228,6 mm,. Pour l'avenir, les paramètres climatiques de la commune estimés pour 2050 selon différents scénarios d’émission de gaz à effet de serre sont consultables sur un site dédié publié par Météo-France en novembre 2022.

### Milieux naturels et biodiversité

#### Réseau Natura 2000
Le réseau Natura 2000 est un réseau écologique européen de sites naturels d'intérêt écologique élaboré à partir des Directives « Habitats » et « Oiseaux », constitué de zones spéciales de conservation (ZSC) et de zones de protection spéciale (ZPS).
Un site Natura 2000 a été défini sur la commune au titre de la « directive Habitats » : le « gave de Pau », d'une superficie de 8 194 ha, un vaste réseau hydrographique avec un système de saligues encore vivace,.

#### Zones naturelles d'intérêt écologique, faunistique et floristique
L’inventaire des zones naturelles d'intérêt écologique, faunistique et floristique (ZNIEFF) a pour objectif de réaliser une couverture des zones les plus intéressantes sur le plan écologique, essentiellement dans la perspective d’améliorer la connaissance du patrimoine naturel national et de fournir aux différents décideurs un outil d’aide à la prise en compte de l’environnement dans l’aménagement du territoire.
Une ZNIEFF de type 2 est recensée sur la commune, : 
les « coteaux et vallées "bocagères" du Jurançonnais » (20 986,16 ha), couvrant 23 communes du département.

## Urbanisme

### Typologie
Au 1er janvier 2024, Aubertin est catégorisée commune rurale à habitat dispersé, selon la nouvelle grille communale de densité à sept niveaux définie par l'Insee en 2022.
Elle est située hors unité urbaine. Par ailleurs la commune fait partie de l'aire d'attraction de Pau, dont elle est une commune de la couronne,. Cette aire, qui regroupe 227 communes, est catégorisée dans les aires de 200 000 à moins de 700 000 habitants,.

### Occupation des sols

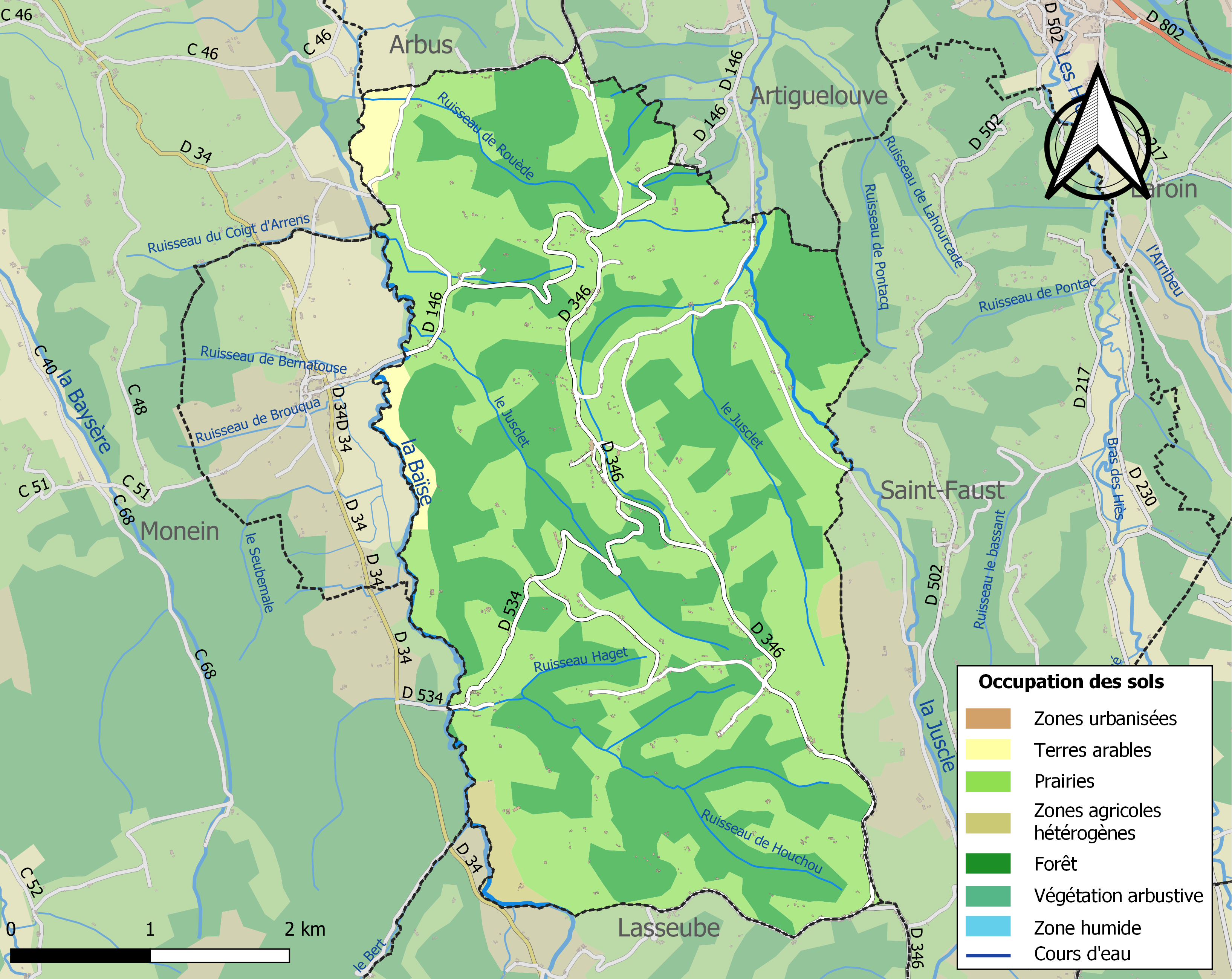
Carte des infrastructures et de l'occupation des sols de la commune en 2018 (CLC).

L'occupation des sols de la commune, telle qu'elle ressort de la base de données européenne d’occupation biophysique des sols Corine Land Cover (CLC), est marquée par l'importance des territoires agricoles (56,4 % en 2018), une proportion identique à celle de 1990 (56,4 %). La répartition détaillée en 2018 est la suivante : 
prairies (52,7 %), forêts (43,6 %), terres arables (2,1 %), zones agricoles hétérogènes (1,7 %). L'évolution de l’occupation des sols de la commune et de ses infrastructures peut être observée sur les différentes représentations cartographiques du territoire : la carte de Cassini (XVIIIe siècle), la carte d'état-major (1820-1866) et les cartes ou photos aériennes de l'IGN pour la période actuelle (1950 à aujourd'hui).

### Lieux-dits et hameaux
Quartiers d’Aubertin dans le cadastre napoléonien de 1833 : Alicq, Arradet, Arrebot, Barbé, Baudorre, Bergerou, Béteille, Burret, Casalère, Castet, Catalaa, Causit, Cazenave, Château, Couy, Dourrou, Escoumes, Estrade, Gras, Haget, Hourcade, Hourquet, Jagou, Labarthe, Labegorre, Lacoste, Lacoude, Lahots, Lalaué, Lamasouère, Lasahites, Lèbe, Lespees, Lous, Mourthé, Pelat, Poeydevant, Rebolle, Reyau, Saliou, Sartou, Soldat, Talabot, Vignau.
Quartiers d’Aubertin dans le cadastre actuel : Arizet, Arrebot, Baherle, Barbé, Barthe (la), Bayle, Benguères, Bergerou, Bois de Haut-Est, Bourgneuf, Catalaa, Caussit, Château (le), Couy, Dophiné, Gouadelabat, Gras, Haget, Hosses (las), Hourcade, Jagou, Juscle (la), Labarthe, Labassette, Labegorre, Labory, Lacoste, Lahitole, Lamasouère, Lanot, Lasahites, Lèbe, Lous, Loustau, Mayaire, Penen, Peyrenère, Plaa (lou), Poeydevant, Poumade, Prudette, Reyau, Rouède, Sedze, Soldat, Vignau.

### Voies de communication et transports
La commune est desservie par les routes départementales D 146, D 346 et D 534.

### Risques majeurs
Le territoire de la commune d'Aubertin est vulnérable à différents aléas naturels : météorologiques (tempête, orage, neige, grand froid, canicule ou sécheresse), inondations et séisme (sismicité moyenne). Il est également exposé à un risque technologique,  le transport de matières dangereuses, et à un risque particulier : le risque de radon. Un site publié par le BRGM permet d'évaluer simplement et rapidement les risques d'un bien localisé soit par son adresse soit par le numéro de sa parcelle.

#### Risques naturels
Certaines parties du territoire communal sont susceptibles d’être affectées par le risque d’inondation par une crue torrentielle ou à montée rapide de cours d'eau, notamment la Juscle et la Baïse de Lasseube. La commune a été reconnue en état de catastrophe naturelle au titre des dommages causés par les inondations et coulées de boue survenues en 1982, 1983, 1988, 2008, 2009, 2018 et 2021,.

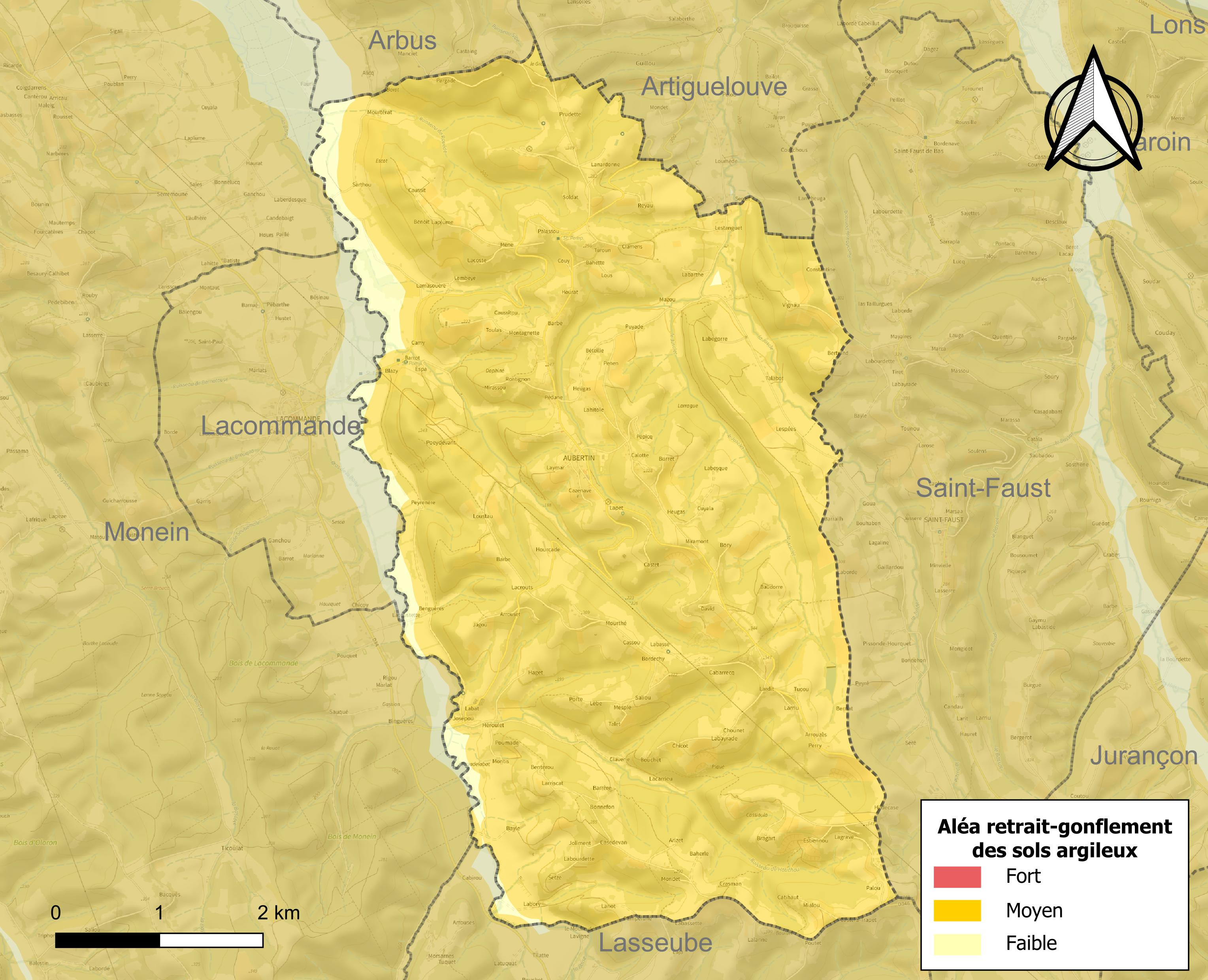
Carte des zones d'aléa retrait-gonflement des sols argileux d'Aubertin.

Le retrait-gonflement des sols argileux est susceptible d'engendrer des dommages importants aux bâtiments en cas d’alternance de périodes de sécheresse et de pluie. 97,1 % de la superficie communale est en aléa moyen ou fort (59 % au niveau départemental et 48,5 % au niveau national). Depuis le 1er octobre 2020, en application de la loi ELAN, différentes contraintes s'imposent aux vendeurs, maîtres d'ouvrages ou constructeurs de biens situés dans une zone classée en aléa moyen ou fort,.
Concernant les mouvements de terrains, la commune a été reconnue en état de catastrophe naturelle au titre des dommages causés par des mouvements de terrain en 2014 et 2019.

#### Risque particulier
Dans plusieurs parties du territoire national, le radon, accumulé dans certains logements ou autres locaux, peut constituer une source significative d’exposition de la population aux rayonnements ionisants. Selon la classification de 2018, la commune d'Aubertin est classée en zone 2, à savoir zone à potentiel radon faible mais sur lesquelles des facteurs géologiques particuliers peuvent faciliter le transfert du radon vers les bâtiments.

## Toponymie
Le toponyme apparaît sous la forme Aubertii (XIe – XIVe siècle, Anciens Fors).
Parmi les hypothèses émises sur l’origine du toponyme Aubertin, Michel Grosclaude privilégie celle d’un nom d’homme gascon (diminutif d’Aubert) ou latin (Albertinus) plutôt que germain (Adalbehrt).
Son nom béarnais est Aubertin ou Aubertî.

## Histoire
Lorsque le toponyme Aubertin apparaît, dans des textes du début du XIIe siècle, il est bien difficile de lui associer un territoire précis. Ce que l’on sait, c’est qu’il existait une hêtraie d’Aubertin (Faget d’Aubertii), au milieu de laquelle Gaston IV de Béarn, dit le Croisé, entreprend la construction d’un hôpital dans les années 1115-1118. Cette fondation est contestée par le seigneur de Bedosse et ses descendants qui revendiquent la propriété du sol. La charte Albertine signée en 1128 résout le litige et permet le développement de l’hôpital, auquel viennent s’ajouter peu après une église, un cloître et un cimetière. Les terres cultivables s’étendent de la rive gauche de la Bayse jusqu’au sommet du coteau vers l’ouest, sur le territoire de l’actuel village de Lacommande. Au début du XIIIe siècle, ce lieu devient commanderie d’Aubertin, antenne principale du prieuré de Sainte-Christine-du-Somport sur le versant nord des Pyrénées. Par contre, l’origine de la famille de Bedosse et l’extension de son domaine restent inconnus. Pendant des siècles, c’est Monein qui ne cessera de revendiquer la propriété de cette enclave de la commanderie d’Aubertin.
Des textes du milieu du XIIe siècle font aussi état d’une seigneurie d’Artiguelouve qui s’étend, entre gave de Pau et Bayse, sur les actuelles communes d’Artiguelouve et d’Aubertin. Ainsi, en l’an 1160, Guillaume d’Artiguelouve et un dénommé Loup Bergunh donnent et vendent au prieuré de Sainte-Christine-du-Somport et à l’hôpital d’Aubertin des terres et des bois situés sur la rive droite de la Bayse pour le pacage de leurs troupeaux.
Si le territoire de l’actuel village d’Aubertin est resté longtemps dans l’orbite de la seigneurie d’Artiguelouve, la plupart des habitants semblent avoir fréquenté depuis les origines l’église de la commanderie. Le dénombrement de Gaston Febus, en 1385, fait état d’une paroisse d’Aubertii distincte de celle d’Artiguelobe. Elle comporte un total de 46 feux, parmi lesquels trois sont explicitement de l’hôpital d’Aubertin.
En 1402, le seigneur d’Artiguelouve fait cause commune avec la commanderie d’Aubertin dans un procès les opposant à la communauté de Monein, mais, en 1538, le commandeur d’Aubertin Jean de Borau signale qu’Arnaud Guilhem d’Artiguelouve a usurpé des droits sur la commanderie. Les relations entre les deux communautés sont donc étroites mais fluctuantes.
Lorsque Arnaud Guilhem d’Artiguelouve se marie avec Anne d’Albret, le 9 février 1534, il est dit seigneur d’Artiguelouve, d’Aubertin et de Montardon et paraît être au faîte de sa gloire. Cependant, la situation va progressivement se dégrader au fil des générations suivantes. Vers 1555, son fils Arnaud vend la moitié de la dîme d'Artiguelouve et la dîme d'Aubertin à Peyrot de Pédelaborde de Lagor. Bientôt, il n’est plus désigné que comme seigneur d’Artiguelouve et d’Aubertin, ce qui implique la vente définitive de la seigneurie de Montardon. D’autre part, les habitants d’Aubertin disposent d’une certaine autonomie dans la gestion de leurs affaires puisqu’ils sont représentés, dès 1570, par un syndic et cinq jurats lors d’un épisode de la Réforme protestante.Vers 1583, Arnaud d’Artiguelouve leur affiève des bois d’Aubertin et les prend comme caution solidaire pour un emprunt. Bernard, qui succède à Arnaud, reste seigneur d’Artiguelouve et d’Aubertin, mais les dettes s’accumulent. C’est son fils Jean qui est contraint de vendre le château et les terres d’Aubertin à François de Navailles le 30 juin 1640. Pour finir, Jean vend la seigneurie d’Artiguelouve elle-même à Pierre de Fouron, le 11 avril 1642.
Le 30 juin 1640 est donc une date cruciale dans l’histoire d’Aubertin. Elle affirme l’identité du village et marque l’apparition d’un nouveau centre de pouvoir entre une seigneurie d’Artiguelouve qui se délite et une commanderie qui vient de passer, après la Réforme, sous le contrôle des Barnabites de Lescar. Cinq générations de Navailles-Mirepeix vont se succéder à Aubertin. Le dernier en date, Louis-François, dénombre son domaine d’Aubertin à l’intention du Parlement de Navarre, le 8 juillet 1776. Ce document donne une image assez précise de la seigneurie d’Aubertin avant la Révolution française.
Quelques années auparavant, en 1773, il avait lancé un projet de construction d’une église près de son château, avec l’appui de l’évêque d’Oloron. Cependant, ce projet n’aboutit pas car Louis-François de Navailles émigre en Espagne à la Révolution. Les Aubertinois continuent de devoir fréquenter, et financer en grande partie, l’église Saint-Blaise de Lacommande, le cimetière adjacent et le presbytère, alors que deux communes distinctes ont été créées en 1790. Elles vont néanmoins continuer à ne former qu’une seule paroisse jusqu'en 1867, date de l’inauguration d’une église à Aubertin et nouveau tournant historique : un centre de village va enfin pouvoir se développer autour de son clocher, auquel vont venir s’ajouter un cimetière, un presbytère, une mairie et une école.

## Politique et administration

### Situation administrative
Aubertin a fait partie de l'arrondissement d'Oloron-Sainte-Marie jusqu'au 30 décembre 2016. À cette date, elle appartient désormais à celui de Pau.

### Liste des maires
| Période | Période  | Identité                    | Étiquette | Qualité |
| ------- | -------- | --------------------------- | --------- | ------- |
| 1790    | 1805     | Bascourret                  |           |         |
| 1805    | 1807     | Pouey-Davant                |           |         |
| 1807    | 1811     | Jean Labory                 |           |         |
| 1811    | 1815     | Bascourret dit Espaa        |           |         |
| 1815    | 1816     | Jean-Louis Poey-Davant      |           |         |
| 1816    | 1831     | Bayle                       |           |         |
| 1831    | 1842     | Jean Reyau                  |           |         |
| 1842    | 1848     | Jean Casalet                |           |         |
| 1848    | 1853     | Jean Hourcade dit Loume     |           |         |
| 1853    | 1857     | Augustin Casalet            |           |         |
| 1857    | 1865     | Jean-Marie Labory dit Alicq |           |         |
| 1865    | 1871     | Jean Vignau                 |           |         |
| 1871    | 1876     | Jean Larrague               |           |         |
| 1876    | 1892     | Barthélémy Hourcade         |           |         |
| 1892    | 1896     | Jean Sarragnacq             |           |         |
| 1896    | 1924     | Joseph Loustalot            |           |         |
| 1924    | 1925     | Jérome Louné                |           |         |
| 1925    | 1944     | Pierre Labayrade            |           |         |
| 1944    | 1945     | Lucien Darribau             |           |         |
| 1945    | 1965     | François Cassieula          |           |         |
| 1965    | 1976     | René Camy                   |           |         |
| 1976    | 2001     | Lucien Hondet               |           |         |
| 2001    | 2014     | Philippe Boillot            |           |         |
| 2014    | En cours | Martine Rodriguez           |           |         |

### Intercommunalité
La commune fait partie de cinq structures intercommunales :
- la communauté d'agglomération de Pau Béarn Pyrénées ;
- le SIVOM du canton de Lasseube ;
- le SIVU pour l'aménagement et la gestion des cours d'eau du bassin des Baïses ;
- le syndicat d'aménagement du bassin versant de la Juscle et de ses affluents ;
- le syndicat intercommunal d’eau et d’assainissement Gave et Baïse.

## Population et société

### Démographie
Le nom des habitants est Aubertinois.
L'évolution du nombre d'habitants est connue à travers les recensements de la population effectués dans la commune depuis 1793. Pour les communes de moins de 10 000 habitants, une enquête de recensement portant sur toute la population est réalisée tous les cinq ans, les populations de référence des années intermédiaires étant quant à elles estimées par interpolation ou extrapolation. Pour la commune, le premier recensement exhaustif entrant dans le cadre du nouveau dispositif a été réalisé en 2004.

En 2022, la commune comptait 662 habitants, en évolution de +0,61 % par rapport à 2016 (Pyrénées-Atlantiques : +3,78 %, France hors Mayotte : +2,11 %).
| 1793  | 1800  | 1806  | 1821 | 1831  | 1836  | 1841  | 1846  | 1851  |
| ----- | ----- | ----- | ---- | ----- | ----- | ----- | ----- | ----- |
| 1 150 | 1 103 | 1 168 | 970  | 1 065 | 1 102 | 1 098 | 1 081 | 1 089 |

| 1856  | 1861 | 1866 | 1872 | 1876 | 1881 | 1886 | 1891 | 1896 |
| ----- | ---- | ---- | ---- | ---- | ---- | ---- | ---- | ---- |
| 1 002 | 901  | 912  | 912  | 928  | 851  | 854  | 826  | 850  |

| 1901 | 1906 | 1911 | 1921 | 1926 | 1931 | 1936 | 1946 | 1954 |
| ---- | ---- | ---- | ---- | ---- | ---- | ---- | ---- | ---- |
| 825  | 822  | 796  | 644  | 626  | 573  | 554  | 533  | 473  |

| 1962 | 1968 | 1975 | 1982 | 1990 | 1999 | 2004 | 2006 | 2009 |
| ---- | ---- | ---- | ---- | ---- | ---- | ---- | ---- | ---- |
| 456  | 398  | 455  | 571  | 607  | 632  | 629  | 627  | 649  |

| 2014 | 2019 | 2022 | - | - | - | - | - | - |
| ---- | ---- | ---- | - | - | - | - | - | - |
| 652  | 651  | 662  | - | - | - | - | - | - |

Aubertin fait partie de l'aire d'attraction de Pau.

## Économie
La commune fait partie des zones AOC du vignoble du Jurançon et du Béarn. Son activité est essentiellement agricole. Aubertin fait également partie de la zone d'appellation de l'ossau-iraty.
En 1966, la Société nationale des pétroles d'Aquitaine (SNPA) découvre du gaz à Aubertin. Deux puits de gaz sont encore en activité.

## Culture locale et patrimoine

### Lieux et monuments

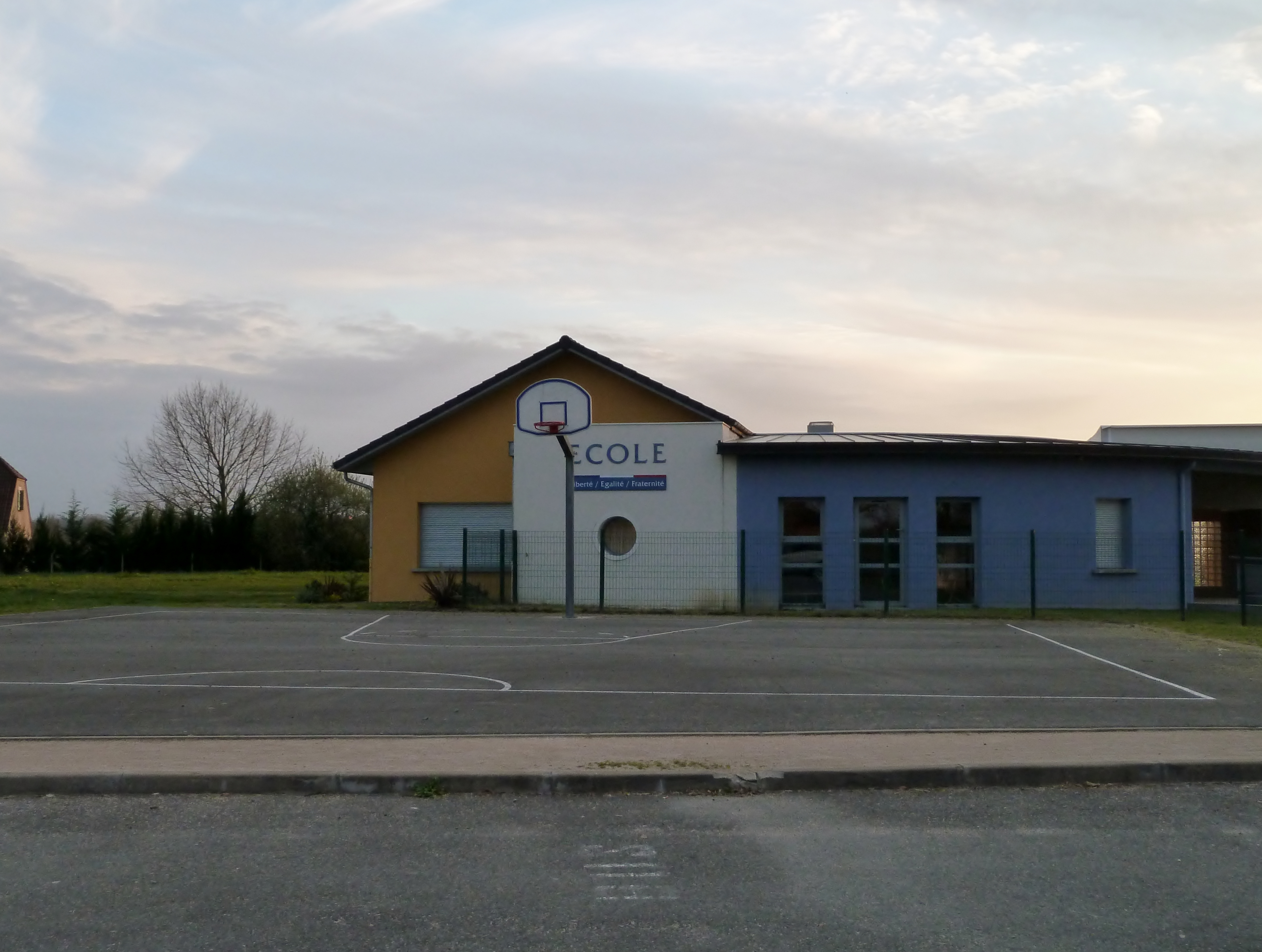
L'école.
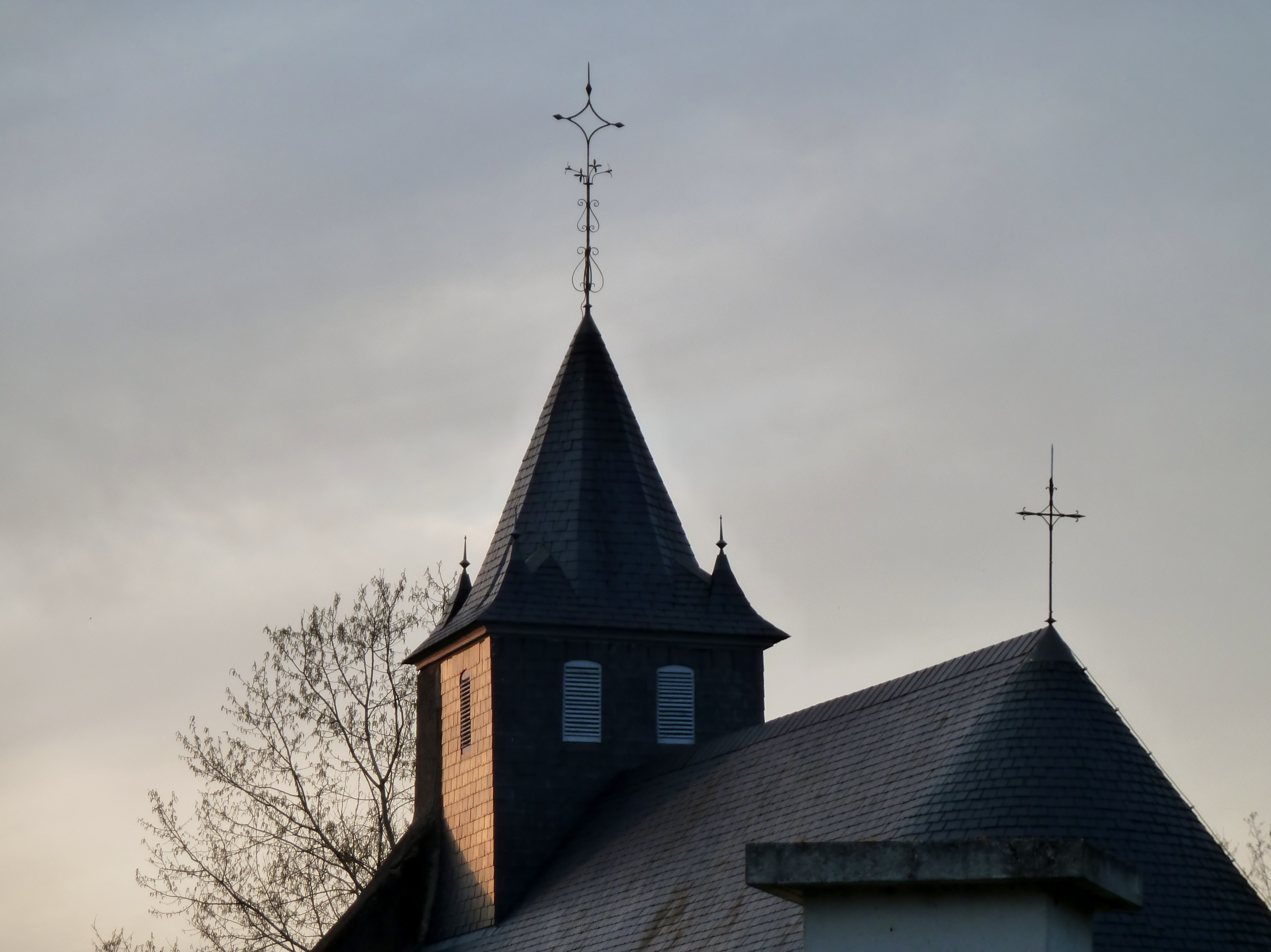
L'église Saint-Jean-Baptiste.

#### Patrimoine civil
- Très ancien pont sur la Bayse au lieu-dit Goua-de-Labat

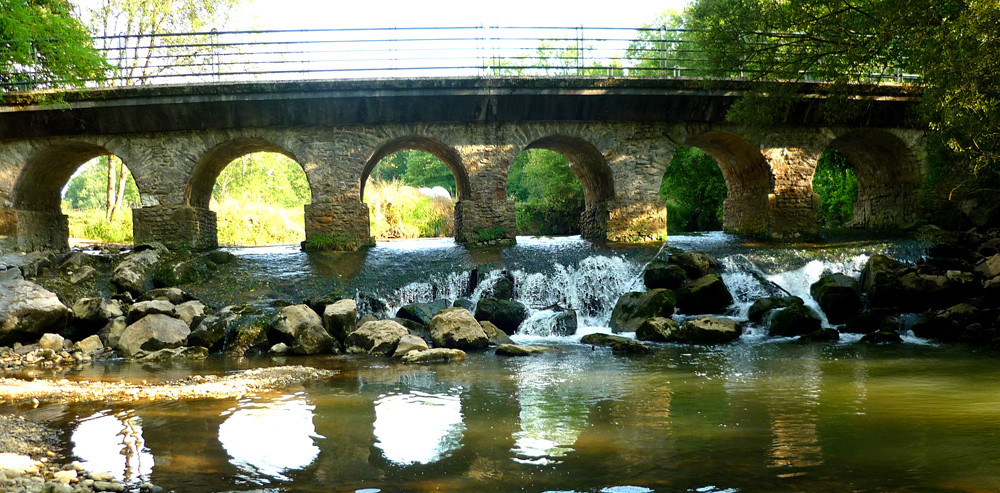
Pont du Goua de Labat.

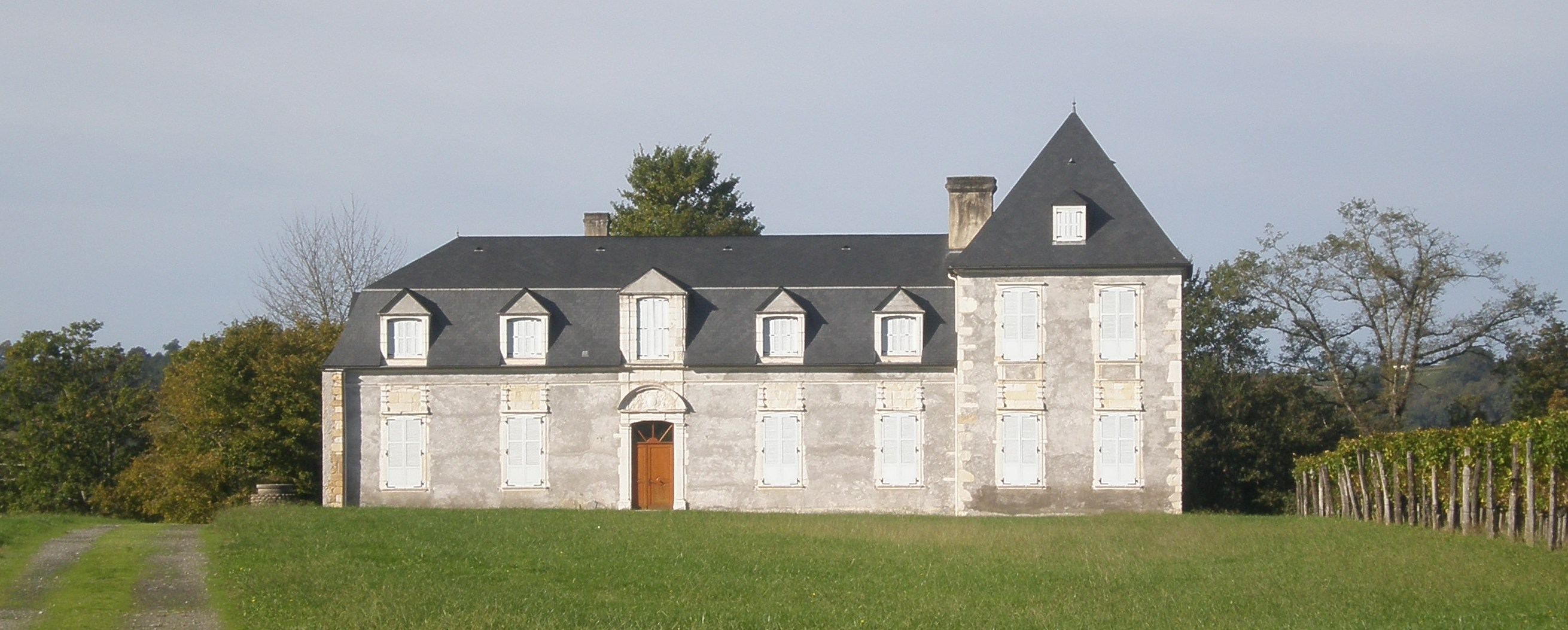
Château de Navailles.

- Château de Navailles

#### Patrimoine religieux
L'église Saint-Augustin a été inaugurée en août 1867. Un porche a été ajouté devant le clocher au XXe siècle.
Une chapelle avait été construite juste avant la Révolution sur un autre emplacement, tout près du château de Navailles, mais elle fut détruite avant d'être utilisée.

### Personnalités liées à la commune

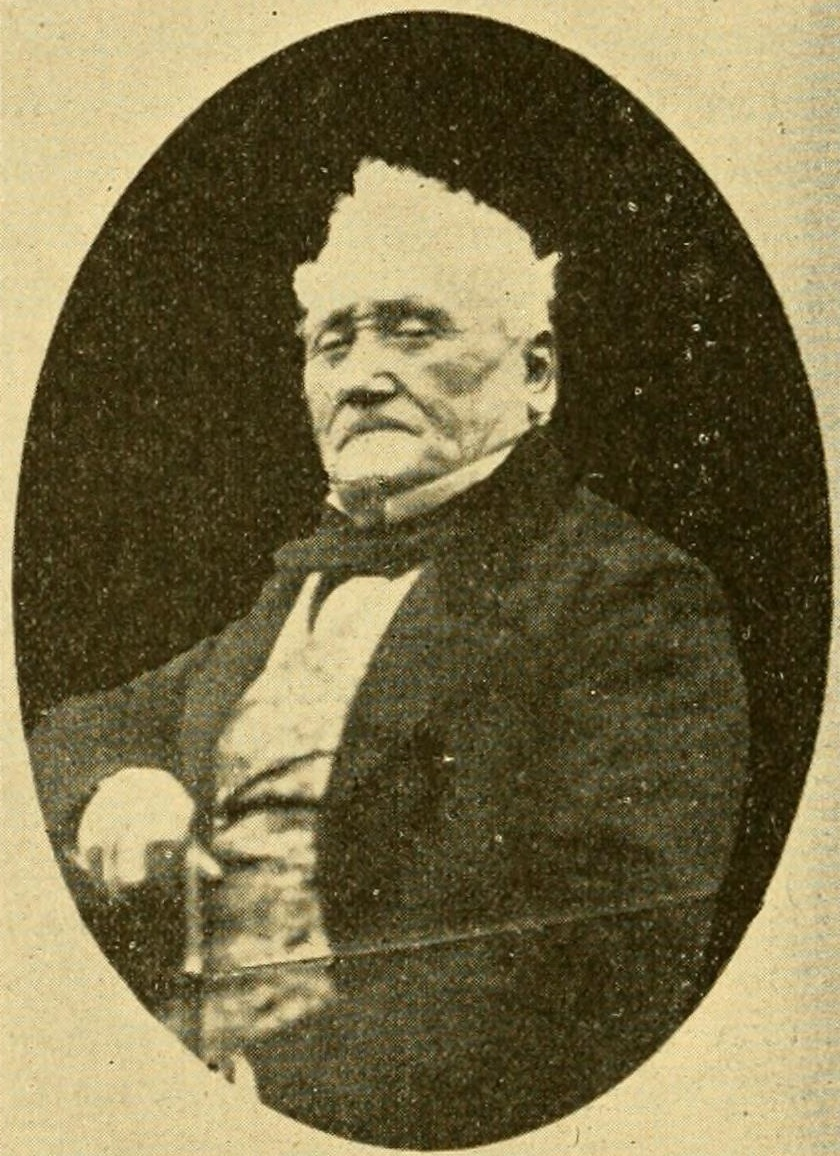
Jean-Chéri Reyau

- Jean-Chéri Reyau, né à Pau en 1797 et mort à Aubertin en 1884, maire d’Aubertin de 1831 à 1842, fut garde du corps de Louis XVIII. Il était le frère du général Jean-Henry Reyau et le beau-frère du député Nicolas Lavielle[65].
- Albert Peyroutet, né à Aubertin en 1931 et mort en 2009, est un écrivain béarnais de langue d'oc, également agrégé d'anglais et professeur d'occitan.
- René Camy, instituteur, maire et conseiller général du canton de Lasseube (1965-1976), chevalier de la Légion d’honneur et titulaire des palmes académiques.

## Pour approfondir